# Comité spécial de Transcaucasie
1917–1918
Entités précédentes :
- République russe

Entités suivantes :
- Seïm (Transcaucasie)

Le projet de modification des frontières des provinces et des districts de la région transcaucasienne a été proposé au ministre de l'Intérieur du gouvernement provisoire lors de la réunion tenue les 14 et 15 octobre 1917 au Comité spécial transcaucasien (OZAKOM) sur la mise en œuvre de la réforme du zemstvo et la redistribution des limites administratives des provinces et des districts de Transcaucasie, ainsi que par le décret du Commissariat transcaucasien du 16 décembre 1917 «Sur l'introduction des zemstvos en Transcaucasie».

Le Comité spécial de Transcaucasie (en russe Особый Закавказский Комитет) ou Ozakom (en russe ОЗАКОМ) est un comité établi le 9 mars 1917 en Transcaucasie par le gouvernement provisoire qui dirige la Russie après la révolution de Février. Il succède à la vice-royauté du Caucase. Le Comité est le plus haut organe civil de la région et des territoires ottomans occupés (vilayets orientaux), et est composé d'un Russe, de deux Géorgiens, d'un Arménien et d'un Azéri ; ce déséquilibre dans la composition mécontente les Arméniens.

## Histoire
Installé à Tiflis, l'Ozakom a pour programme d'étendre les libertés en Transcaucasie, mais il est doté de peu de moyens, tiraillé entre les nationalités locales et attaqué par les bolcheviks. 
En novembre 1917, le premier gouvernement de la Transcaucasie indépendante a été créé à Tbilissi sous la forme d'un Haut commissariat à la Transcaucasie et à une Assemblée transcaucasienne, remplaçant le « Comité transcaucasien » après la prise du pouvoir par les bolcheviks à Saint-Pétersbourg. Il était dirigé par un menchevik géorgien, Nicolas Tcheidze. Le 5 décembre 1917, ce nouveau « Comité transcaucasien » approuva l’Armistice d'Erzincan signé avec le commandement ottoman de la troisième armée. Cela a été suivi par ce que l’on appelle les négociations de paix de Trabzon. Le 10 février 1918, la Diète s’est réunie et a pris la décision d’établir l’indépendance. Le 24 février 1918, la Diète proclame l’indépendance de la Transcaucasie sous l’égide de la République fédérative démocratique de Transcaucasie. Dirigé par le social-démocrate géorgien Evguéni Guéguétchkori, le Commissariat transcaucasien était anti-bolchevique dans ses objectifs politiques et cherchait à séparer la Transcaucasie de la Russie bolchevique.

## Membres
L'Ozakom est composé des cinq membres suivants :
- Vasily Kharlamov, constitutionnel-démocrate russe, président ;
- Kita Abachidzé, social-fédéraliste géorgien, rejoint ensuite par Evguéni Guéguétchkori, menchevik géorgien ;
- M. Djafarov, azéri ;
- Michaël Papadjanian, constitutionnel-démocrate arménien.